# Koncertní turné Kiss
Toto je přehled všech koncertních turné americké skupiny Kiss.

## Tour
| Název                                             | Rok         | Počet koncertů |
| ------------------------------------------------- | ----------- | -------------- |
| Club tour                                         | 1973        | 40             |
| Kiss Tour                                         | 1974        | 84             |
| Hotter Than Hell Tour                             | 1974 – 1975 | 54             |
| Dressed to Kill Tour                              | 1975        | 72             |
| Alive! Tour                                       | 1975 – 1976 | 117            |
| Destroyer Tour                                    | 1976        | 34             |
| Rock & Roll Over Tour                             | 1976 – 1977 | 69             |
| Love Gun Tour                                     | 1977        | 32             |
| Alive II Tour                                     | 1977 – 1978 | 51             |
| Dynasty Tour                                      | 1979        | 82             |
| Unmasked Tour                                     | 1980        | 42             |
| Creatures of the Night Tour/10th Anniversary Tour | 1982 – 1983 | 56             |
| Lick It Up World Tour                             | 1983 – 1984 | 94             |
| Animalize World Tour                              | 1984 – 1985 | 119            |
| Asylum World Tour                                 | 1985 – 1986 | 91             |
| Crazy Nights World Tour                           | 1987 – 1988 | 129            |
| Hot in The Shade Tour                             | 1990        | 123            |
| Revenge Tour                                      | 1992        | 56             |
| Kiss My Ass Tour                                  | 1994 – 1995 | 23             |
| Alive/Worldwide Tour                              | 1996 – 1997 | 191            |
| Psycho Circus Tour                                | 1998 – 2000 | 63             |
| Kiss Farewell Tour                                | 2000 – 2001 | 142            |
| Rocksimus Maximus Tour/World Domination Tour      | 2003        | 59             |
| Rock the Nation World Tour                        | 2004        | 59             |
| Rising Sun Tour                                   | 2006        | 7              |
| Hit 'N Run Tour                                   | 2007        | 5              |
| Alive 35 World Tour                               | 2008 – 2010 | 101            |
| Sonic Boom Over Europe Tour                       | 2010        | 33             |
| The Hottest Show on Earth Tour                    | 2010 – 2011 | 58             |
| The Tour                                          | 2012        | 40             |
| Monster World Tour                                | 2012 – 2013 | 57             |
| The KISS 40th Anniversary World Tour              | 2014 – 2015 | 93             |
| Freedom to Rock Tour                              | 2016        | 44             |
| The Kissworld Tour                                | 2017 – 2018 | 37             |
| End of the Road World Tour                        | 2019 – 2023 | 236            |